# Perdición de mujeres
Perdición de mujeres, es una película de drama, crimen y suspenso mexicana de 1951 producida, escrita y dirigida por Juan Orol y protagonizada por Rosa Carmina y Tito Junco. Esta es la segunda parte de la trilogía cinematográfica Percal, basada en una historieta original de José G. Cruz.

## Argumento
Después de ser seducida y abandonada, Malena (Rosa Carmina) huye a la capital para convertirse en una exuberante bailarina de cabaret, cuyos favores se disputan un gánster bueno y un gánster malvado. Gustavo Adolfo es el eterno enamorado incondicional de Malena y constantemente la salva de las garras de Burton. Malena es auxiliada por un taxista que se enamora de ella.

## Reparto
- Rosa Carmina
- Tito Junco
- Manuel Arvide
- José G. Cruz
- María Luisa Zea
- Arturo Martínez
- Queta Lavat
- José Luis Aguirre "Trotsky"
- Juanita Riverón
- Juan Orol

## Comentarios
Película está basada en la historieta Percal, del popular escritor de historietas mexicano José G. Cruz. Juan Orol dirigió en 1951 un tríptico cinematográfico basado en la historia: El infierno de los pobres, Perdición de mujeres y Hombres sin alma.